# Bucurie

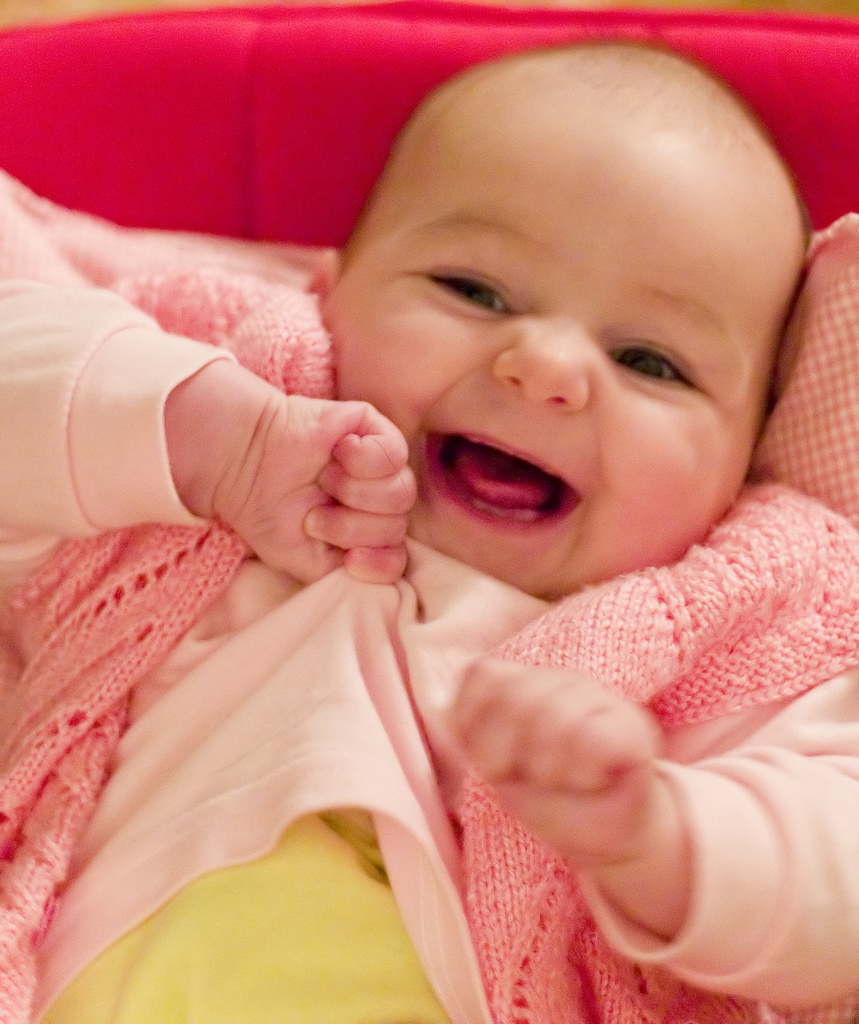
Copil bucuros

Bucuria este un sentiment pozitiv, un moment de fericire caracterizat printr-o viziune optimistă a unei situații. Este un sentiment bazic omenesc împreună cu frica, mânia, scârba, tristețea și uimirea. Bucuria este o trăire interioară generatoare a unei stări de bine cu mari nivele de energie și multă disponibilitate în fața acțiunilor constructive și se manifestă prin toate căile de exteriorizare: vorbire, fapte, gesticulații, hotărâri. Starea sufletească opusă bucuriei este tristețea. Expresia feței în bucurie se transformă, ochii devin lucioși și fața senină însoțită de zâmbete.
Din punct de vedere medical bucuria este asociată cu dopamina.
Origine disputată. 
Se presupune o proveniență din latină *vocŭlāre („a striga”), de la vocŭla, („voce”). Este posibilă și o confuzie populară a lui *vocŭlāre, cu *bacchŭlāre, de la bacchāri, („a fi transportat de încântare bahică”), și de aici „a fi beat de bucurie, a jubila”. Alternativ este vorba despre un cuvânt autohton, în legătură cu albanezul bukur („frumos”).